# Émilie Chalas
Émilie Chalas, née le 18 octobre 1977 à Échirolles (Isère), est une femme politique française.
Membre de La République en marche (LREM), elle est élue députée en 2017 dans la troisième circonscription de l'Isère, puis battue en 2022, face à Élisa Martin. Elle est tête de liste de LREM lors des élections municipales de 2020 à Grenoble.

## Formation et carrière professionnelle
Née le 18 octobre 1977 à Échirolles, Émilie Chalas est titulaire d'un DESS en aménagement du territoire. Elle a également préparé un diplôme en criminologie à Aix-en-Provence.
Ayant été reçue au concours de la fonction publique territoriale comme ingénieure territoriale, Émilie Chalas a été recrutée par la ville de Moirans (Isère) en qualité de responsable du service urbanisme en 2005, puis en tant que responsable de la direction des ressources humaines, pour être enfin nommée en avril 2014 comme directrice générale des services dans la même commune ,.

## Parcours politique

### Députée de laXVelégislature

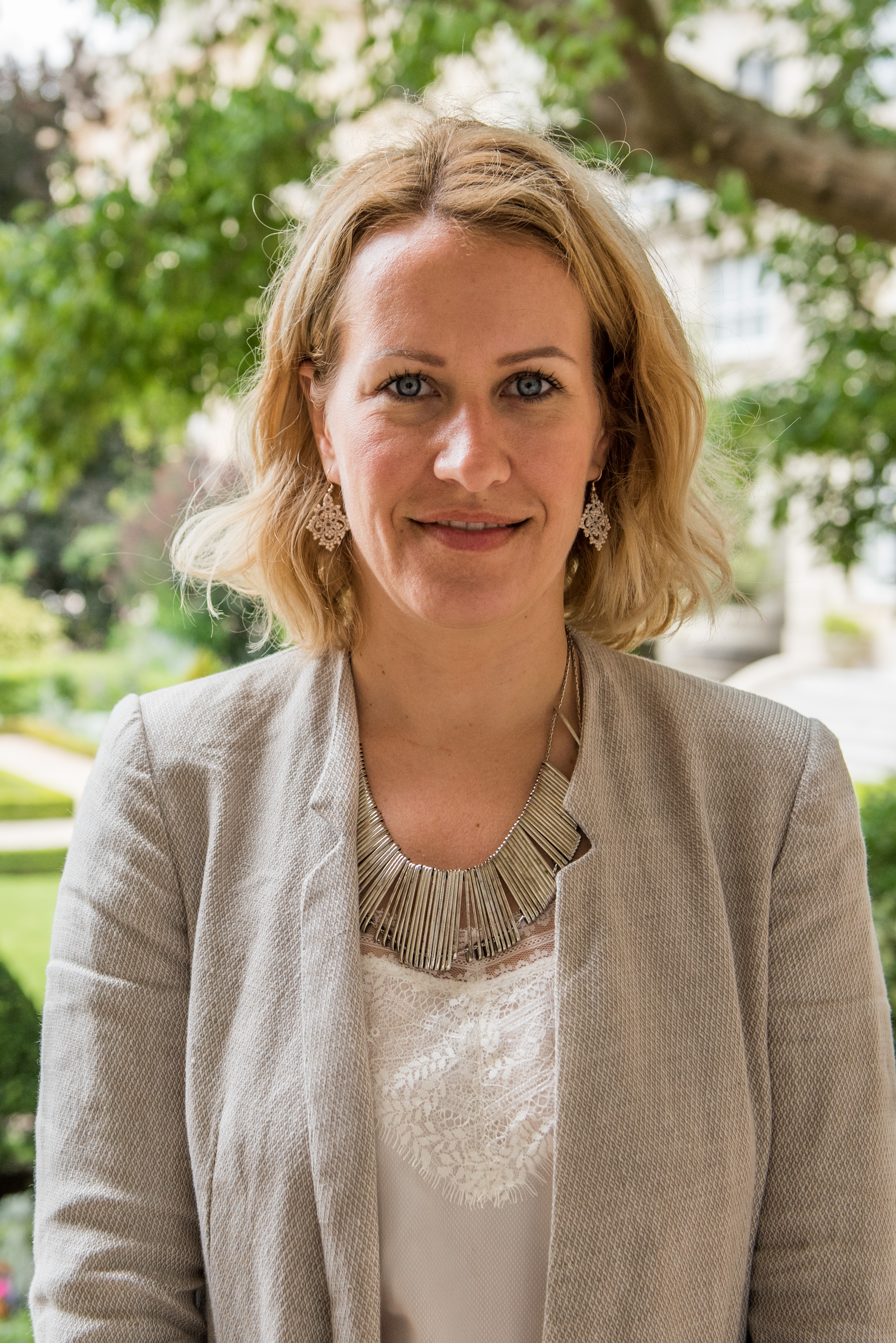
Émilie Chalas lors du premier tour de scrutin des élections législatives de juin 2017.

#### Élection
Selon son site personnel, Émilie Chalas affirme que « l'appel aux femmes » du 28 janvier 2017, effectué par Emmanuel Macron lors de sa campagne pour l'élection présidentielle française de 2017, l'a convaincue de s’impliquer dans la vie politique et de porter sa candidature aux élections législatives de 2017 pour La République en marche (LREM),.
Investie par LREM dans la troisième circonscription de l'Isère, elle parvient en tête du premier tour avec 36,18% des suffrages exprimés, face à treize autres candidats dont Michel Destot, le député sortant (PS) depuis 1988, éliminé dès le premier tour avec 10% des suffrages exprimés. Elle est élue députée au second tour avec 54,01% des suffrages exprimés, face à Raphaël Briot (45,99%), candidat de La France insoumise.
Elle sollicite un nouveau mandat auprès de ses électeurs en se présentant aux élections législatives 2022, investie par Ensemble et dans la même circonscription. Elle est battue au second tour par Élisa Martin (LFI-NUPES), qui recueille 57,5 % des suffrages exprimés.
À la suite de la dissolution de l'Assemblée nationale effectuée par le président Emmanuel Macron, le 9 juin 2024, Émilie Chalas décide de se présenter de nouveau sur la 3e circonscription de l'Isère face notamment à Élisa Martin.

#### Activité législative
À l'Assemblée nationale, Émilie Chalas est membre de la commission des Lois constitutionnelles, de la Législation et de l'Administration générale de la République.
En septembre 2017, elle est désignée rapporteure de la proposition de loi « eau et assainissement ». En octobre 2017, elle fait partie des 54 députés La République en marche signataires d'une tribune réclamant  une interdiction rapide de la commercialisation du glyphosate et de son utilisation.
En 2019, elle est rapporteure du projet de loi relatif à la fonction publique,. Ce texte de modernisation de la fonction publique permet d’atteindre selon elle, « un triple objectif » qui est de « libérer, protéger et unir au service de l’intérêt général.

### Élections municipales de 2020 à Grenoble

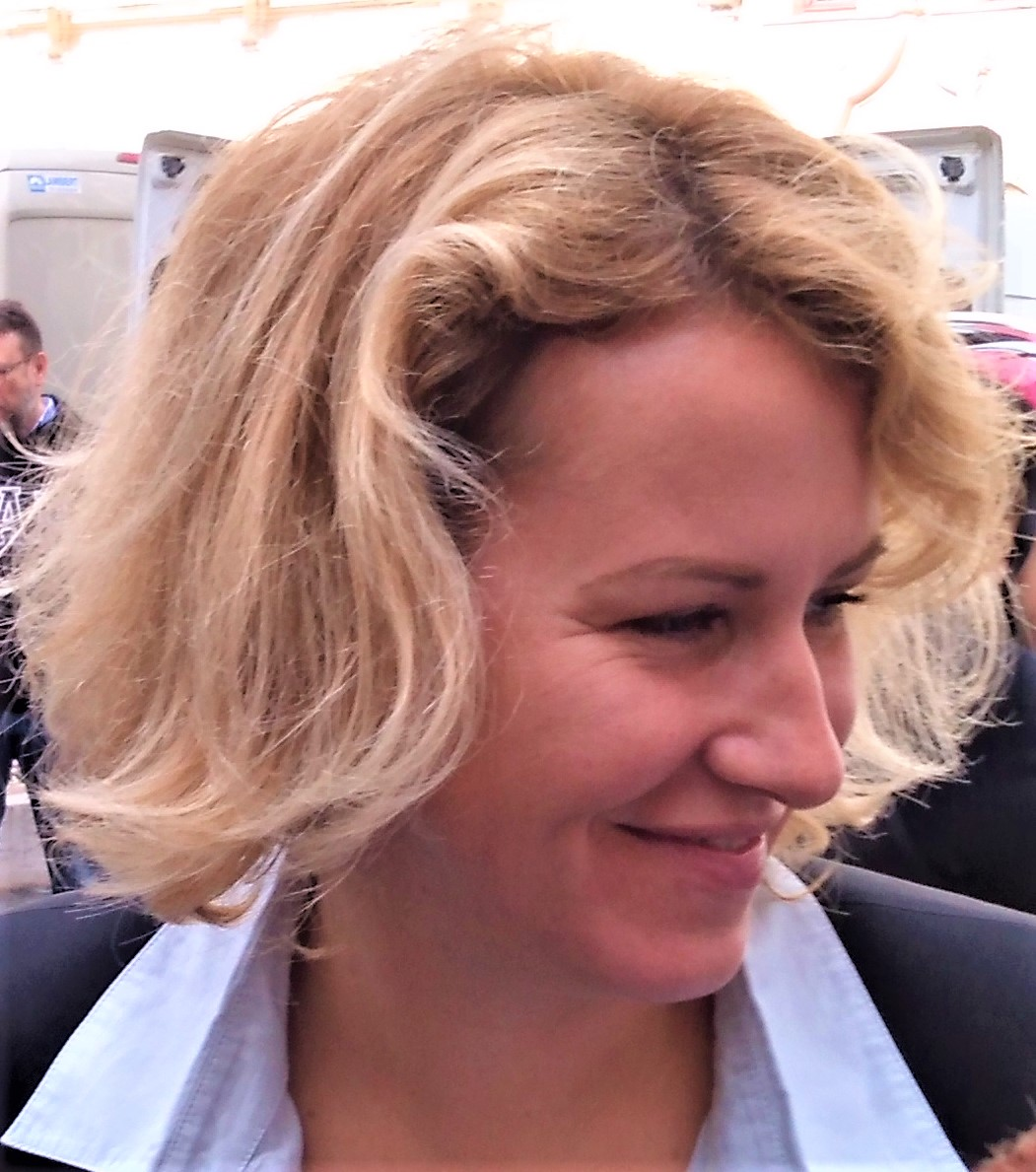
Émilie Chalas lors de l'inauguration de son QG de campagne pour les élections municipales de Grenoble en octobre 2019.

En juillet 2019, elle est investie tête de liste par La République en Marche pour les élections municipales de 2020 à Grenoble. Elle faisait face à Olivier Six, référent LREM en Isère, dont les partisans mettent en avant le soutien que lui apportent les militants locaux. Olivier Six lui apporte son soutien quelques semaines plus tard et rallie son équipe de campagne.
Lors de cette élection, elle affronte notamment Éric Piolle, le maire écologiste sortant qui brigue un second mandat, ainsi qu'Alain Carignon, ancien maire de Grenoble de 1983 à 1995 et se présentant une liste dite de « société civile ».
Ses deux premières propositions de campagne évoquées par la presse sont l'armement de la police municipale et la mise en place d'un référendum d'intérêt local sur la vidéoprotection. Lors d'une interview diffusée sur France 3 Alpes, elle propose un débat sur l’installation d’un péage urbain autour de Grenoble afin de réguler la circulation et de tenter de lutter contre les pics de pollution qui touchent fréquemment la ville.
Au premier tour de l'élection municipale le 15 mars 2020, la liste qu'elle conduit obtient 13,75 % des voix, arrivant en troisième position. Se maintenant au second tour pour une quadrangulaire, elle arrive de nouveau en troisième position, avec 12,50 % des voix, derrière les listes d'Éric Piolle et d'Alain Carignon.

### Élections législatives de 2024
Au premier tour des élections législatives de 2024, Émilie Chalas arrive en troisième position, avec 20,01% des suffrages exprimés. Le 1er Juillet 2024, elle annonce vouloir se désister avant le 2e tour.

## Vie personnelle
Émilie Chalas est mariée avec Bruno Thomas, ancien pilote de l’équipe de France de bobsleigh aux Jeux olympiques de Salt Lake City (2002) et actuel directeur de la piste olympique de La Plagne. Elle pratique le parapente et a participé à l'organisation de la coupe Icare.
En novembre 2021, la députée signale avoir déposé deux plaintes à l’hôtel de Police de Grenoble pour menaces de mort envoyées par mail, entrainant, dès lors, une plus grande surveillance de son bureau.

## Synthèse des résultats électoraux

### Élections législatives
| Année | Parti | Parti | Circonscription | 1er tour | 1er tour | 1er tour | 2d tour | 2d tour | 2d tour | Issue |
| Année | Parti | Parti | Circonscription | Voix     | %        | Rang     | Voix    | %       | Rang    | Issue |
| ----- | ----- | ----- | --------------- | -------- | -------- | -------- | ------- | ------- | ------- | ----- |
| 2017  |       | LREM  | 3e de l'Isère   | 9 940    | 36,18    | 1re      | 12 014  | 54,01   | 1re     | Élue  |
| 2022  | ENS   | 7 112 | 3e de l'Isère   | 24,60    | 2e       | 11 338   | 42,52   | 2e      | Battue  |       |
| 2024  | RE    | 7 908 | 3e de l'Isère   | 20,01    | 3e       | Retrait  | Retrait | Retrait | Battue  |       |

### Élections municipales
Les résultats ci-dessous concernent uniquement les élections où elle est tête de liste.
| Année | Liste | Liste                      | Commune  | 1er tour | 1er tour | 1er tour | 2d tour | 2d tour | 2d tour | Sièges obtenus | Sièges obtenus |
| Année | Liste | Liste                      | Commune  | Voix     | %        | Rang     | Voix    | %       | Rang    | CM             | GAM            |
| ----- | ----- | -------------------------- | -------- | -------- | -------- | -------- | ------- | ------- | ------- | -------------- | -------------- |
| 2020  |       | LREM-MoDem-Agir-MR-MEI-UDÉ | Grenoble | 4 939    | 13,75    | 3e       | 3 803   | 12,49   | 3e      | 3 / 59         | 2 / 36         |